# 穆拉夫伊
52°20′34″N 33°22′29″E / 52.34278°N 33.37472°E
穆拉夫伊（烏克蘭語：Мурав'ї）是烏克蘭北部切爾尼戈夫州諾夫霍羅德-錫韋爾斯基區的村莊，始建於1600年，面積1.22平方公里，海拔高度124米，2001年人口181，人口密度每平方公里148.4人。